# Lea Porsager
Lea Porsager (* 1981 in Dänemark) ist eine dänische Künstlerin.
Sie studierte von 2004 bis 2010 an der Königlich Dänischen Kunstakademie in Kopenhagen. Das Studienjahr 2008/2009 verbrachte sie an der Städelschule in Frankfurt am Main. 2008 wurde sie für ihr Werk LEAP – The Awakening of the Dark Muses mit dem Montana ENTERPRIZE ausgezeichnet. 2012 nahm sie mit der Installation Anatta Experiment an der DOCUMENTA (13) in Kassel teil. Porsager lebt in Kopenhagen.